# 久野暲
久野 暲（くの すすむ、1933年(昭和8年)8月11日 - ）は、日本の言語学者、著作家。ハーバード大学名誉教授。

## 来歴
英語学者・愛知県立女子大学学長となった久野朔郎の子として東京に生まれる。哲学者の久野昭や、経済学者・元兵庫県副知事の小笠原暁は実兄。のちに小笠原暁とともにロゴヴィスタを起業。
服部四郎の指導のもと、1956年東京大学文学部言語学科卒、1958年同大学院修士課程修了。大学院修了後は研究の焦点をドラヴィダ語に当てた。
その後、初期のチョムスキー信奉者の一人である黒田成幸の影響を受け、変形文法の研究をはじめる。
1960年、機械翻訳のプロジェクトのためハーバード大学に着任した。1964年にハーバード大学で博士号を取得して以降、同大学で言語学研究に従事する。同大学における言語学の名誉教授。
談話と機能の面から統語論を論じる機能的構文論 (functional sentence perspective) を確立したことで知られる。業績としては、日本語の動詞の統語論、とりわけ状態動詞(en:Static verb)の統語的・意味的特徴の分析、格標示とかき混ぜの意味的相関の研究がよく知られている。研究上の興味は幅広く、久野の記念論文集を編纂した高見健一は「統語論、意味論、語用論はもとより、計算言語学、談話研究、漢字処理にまで及ぶ」と評している。

## The Structure of the Japanese Language
日本語の文法についての革新的文献となった The Structure of the Japanese Language は久野の代表的な研究書である。同書で久野は、それまでの日本語文法が見過ごしたか説明できなかった現象に取り組み、日本語を日本語たらしめ、その習得に至るまでに把握すべきもっとも重要な性質のいくつかを分析した。その一つにSOV型の語順がある。久野は日本語の語順がSOV型であることが、次の4つの日本語の特徴と関連していることを論じた 。
1. 前置修飾ではなく後置修飾であること
2. 構文木が左再帰的に深まること
3. 等位接続における動詞句の削除パターンが逆向きであること
4. 疑問詞を文の先頭に置かなければならないという制約がないこと

久野は変形文法の考え方を用いて、通常の文法規則が適用できない例を挙げ、伝統文法が伝えてこなかった日本語文法の側面を明らかにした。このような意味で、革新的な「非文法的文の文法」 (grammar of ungrammatical sentences) を提示したのが同書といえる
。

## 主な著作
より詳細な文献一覧は久野の二篇目の記念論文集に掲載されている。計6冊の著書と共著書、計17の編著と研究報告、訳書、計120篇の主著・共著論文がある。
- Kuno, Susumu (1966) The augmented predictive analyzer for context-free languages - its relative efficiency. Commun. ACM 9(11): 810-823.
- Kuno, Susumu, Anthony G. Oettinger (1968) Computational linguistics in a Ph.D. computer science program. Commun. ACM 11(12): 831-836
- Hayashi, Hideyuki, Sheila Duncan, Susumu Kuno (1968) Computational Linguistics: Graphical input/output of nonstandard characters. Commun. ACM 11(9): 613-618
- Kuno, Susumu, et al. (1968) Mathematical Linguistics and Automatic Translation. Cambridge, Mass.: The Aiken Computation Laboratory, Harvard University.
- Kuno, Susumu (1973). The structure of the Japanese language. Cambridge, MA: MIT Press. ISBN 0-262-11049-0
- 久野暲 (1973) 『日本文法研究』 大修館書店、東京。
- Kuno, Susumu. (1976). Subject, theme, and the speaker's empathy: A re-examination of relativization phenomena. In Charles N. Li (ed.), Subject and topic (pp. 417-444). New York: Academic Press. ISBN 0-12-447350-4.
- 久野暲 (1978) 『談話の文法』 大修館書店、東京。
- 久野暲 (1983) 『新日本文法研究』 大修館書店、東京。
- Kuno, Susumu (1987) Functional Syntax: Anaphora, Discourse, and Empathy. Chicago: University of Chicago Press. ISBN 0226462005 (hard); ISBN 0226462013 (paper).
- Kuno, Susumu, and Ken-ichi Takami (1993) Grammar and Discourse Principles: Functional Syntax and GB Theory. Chicago: University of Chicago Press. ISBN 0-226-46202-1 (hard); ISBN 0-226-46204-8 (paper).
- Kuno, Susumu, and Ken-ichi  Takami. Quantifier Scope. Tokyo: Kurosio, 2002. ISBN 4874242480
- Kuno, Susumu, et al. (2004) Studies in Korean Syntax and Semantics. Seoul: International Circle of Korean Linguistics. ISBN 8978787665.
- Kuno, Susumu and Ken-ichi  Takami. (2004) Functional constraints in grammar on the unergative-unaccusative distinction. Amsterdam and Philadelphia: John Benjamins. ISBN 9027218218 or ISBN 1588115550. Google Books.
- 久野暲、高見健一 (2005) 『文の意味』 くろしお出版、東京。 ISBN 4874243231.
- 高見健一、久野暲 (2006) 『日本語機能的構文研究』大修館書店、東京。

## 記念論文集
- Function and Structure: In Honor of Susumu Kuno, ed. Akio Kamio and Ken-ichi Takami. Amsterdam and Philadelphia: John Benjamins, 1999. ISBN 9027250731 and ISBN 1556198221.
- Syntactic and Functional Explorations: In Honor of Susumu Kuno, ed. Ken-ichi Takami, Akio Kamio, and John Whitman. Tokyo: Kurosio, 2000. ISBN 4-87424-197-2.